# Họ Xả căn
Họ Xả căn (danh pháp khoa học: Penthoraceae) là một họ thực vật hạt kín chứa khoảng 2-3 loài cây thân thảo, có thân rễ, bản địa miền đông Bắc Mỹ, Đông Á và Đông Nam Á.

## Đặc điểm
Họ này chứa các loài cây thân thảo, cao 40–90 cm, sống lâu năm. Thân rễ phân nhánh. Thân thường đơn, hiếm khi phân cành tại gốc. Ưa điều kiện đầm lầy. Lá đơn, mọc so le, không cuống. Phiến lá nguyên, hình mác, mép lá khía răng cưa. Gân lá lông chim. Không lá kèm. Hoa lưỡng tính, mọc thành cụm hoa hình xim ở đầu cành. Cụm hoa chứa các hoa nhỏ, cân đối. Quả đại chứa nhiều hạt.
Môi trường sống: Các khu rừng, các bãi cỏ có bụi rậm, những nơi ẩm ướt dọc theo các con sông tại vùng đất thấp, sát nước, tại cao độ từ 100 tới 2.200 m.
Tại Việt Nam có 1 loài là xả căn (Penthorum chinense), hay còn gọi là cây rễ xé, thủy trạch lan, ngũ trụ hoặc ngũ trục. Một vài tài liệu có lẽ phiên sai tên gọi trong tiếng Trung (扯根) thành xà căn.

## Hình ảnh

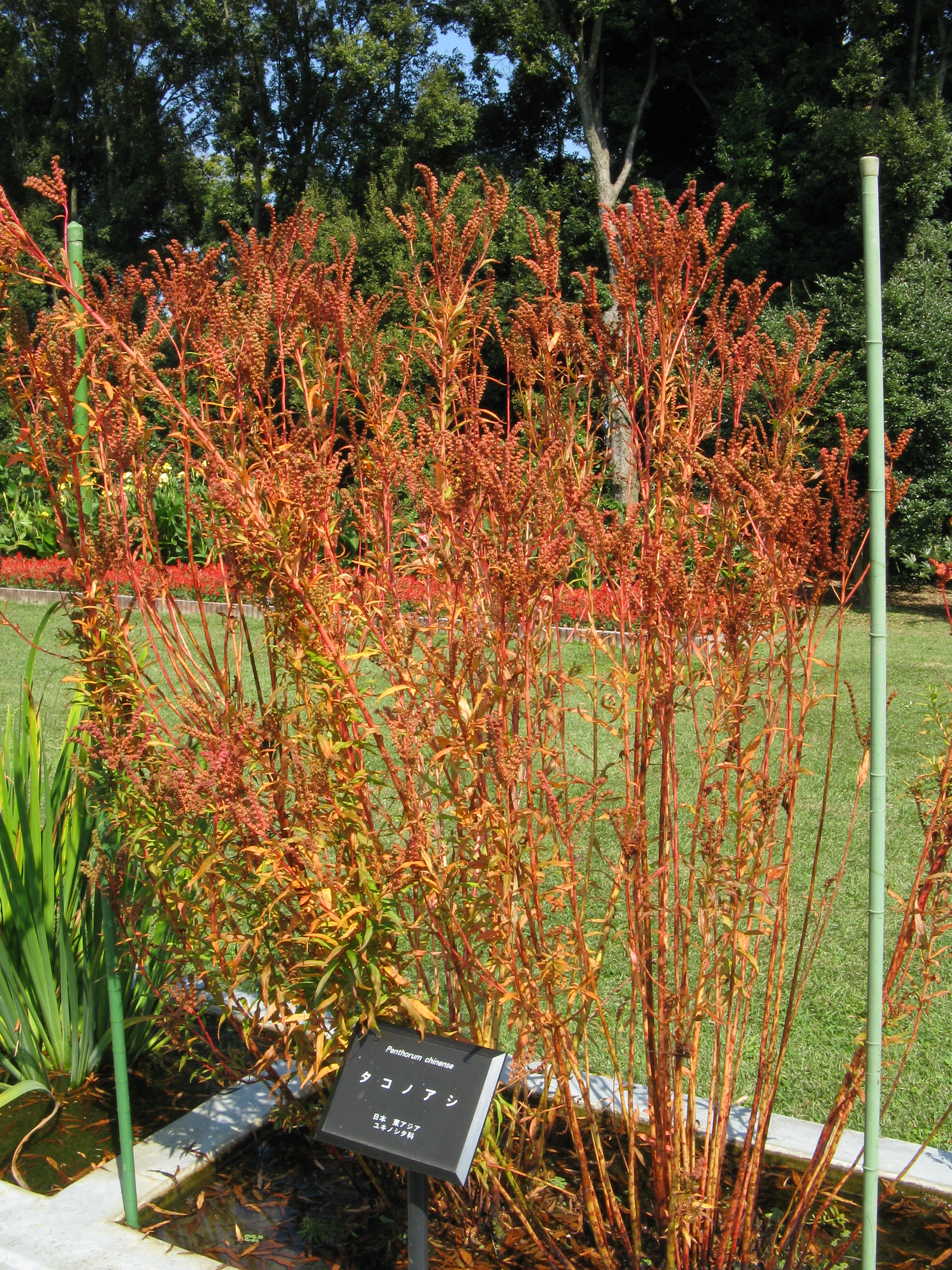
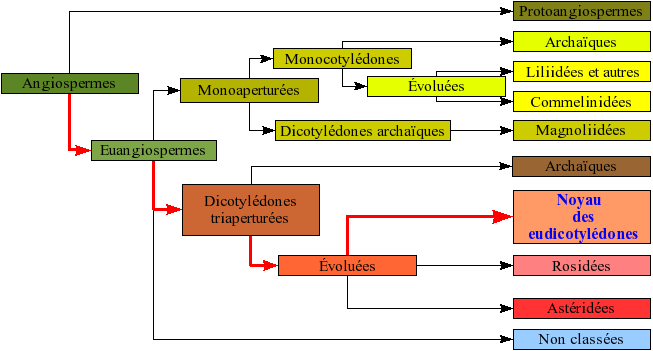